# Tanaostigmodes kiefferi
Tanaostigmodes kiefferi is een vliesvleugelig insect uit de familie Tanaostigmatidae. De wetenschappelijke naam is voor het eerst geldig gepubliceerd in 1905 door Mayr.